# 二中通停留場
二中通停留場（日语：／ Nichū-dōri teiryūjō */?），又稱二中通電車站，是位於鹿兒島縣鹿兒島市高麗町，鹿兒島市交通局（鹿兒島市電）谷山線的電車站。車站編號為I12。
在交通局遷移前，每日早上和晩上設有許多電車從此站出發或為終點站。

## 歷史

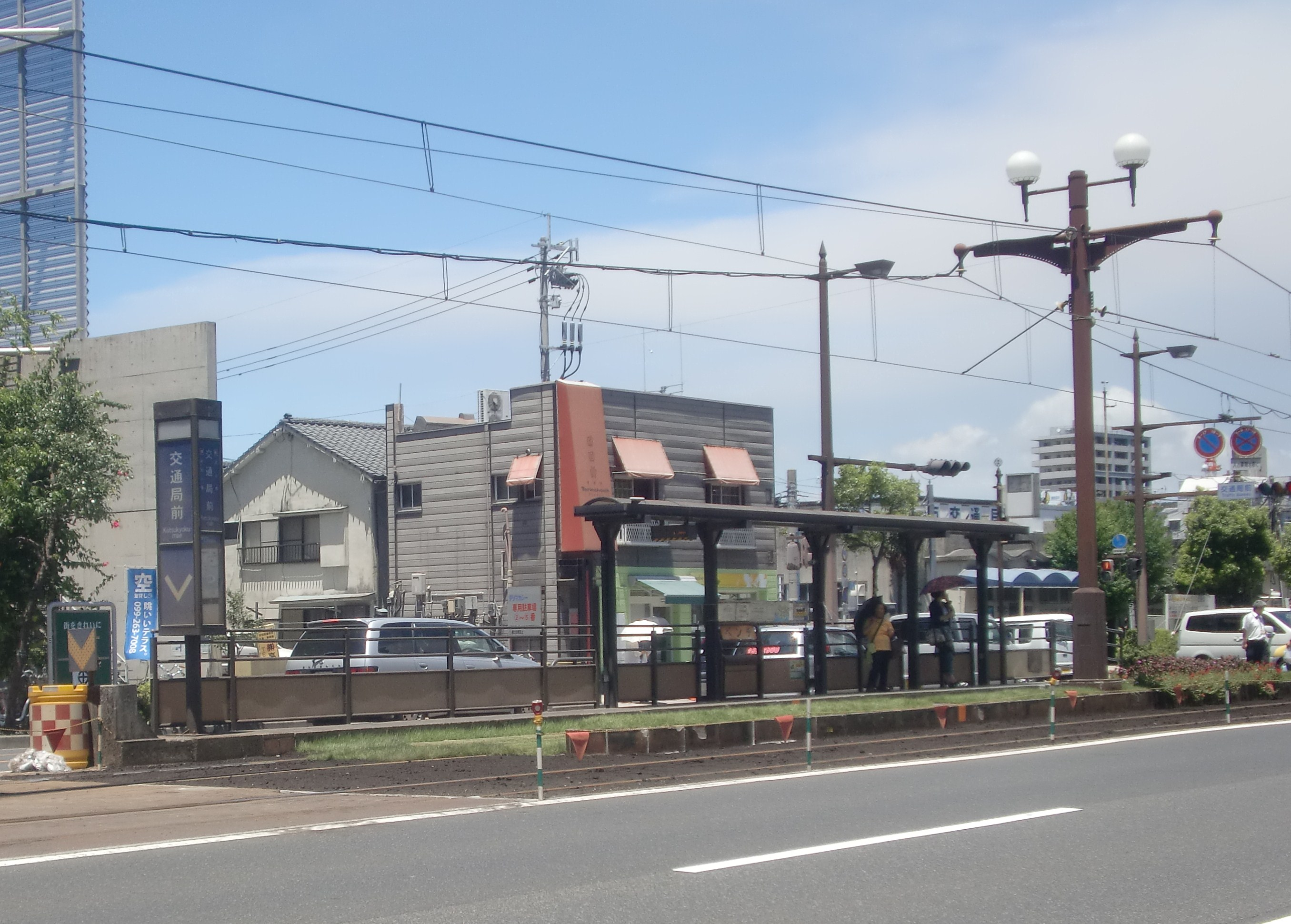
交通局前電車站時代

- 1929年6月9日 - 鹿兒島市電氣局開設二中通停留場。
- 1933年1月 - 改組成為鹿兒島市交通課車站。
- 1949年9月1日 - 電車站改名為交通部前停留場。
- 1952年10月1日 - 改組成為鹿兒島市交通局車站。同時電車站改名為交通局前停留場。
- 2015年5月1日 - 隨著交通局遷移，電車站改名為二中通停留場[1]。

此站原本以位於高麗町內的鹿兒島市交通局總部而命名，後來在2015年5月1日局舍遷移後，把新地址最近的電車站名稱，由「神田停留場」改名為「神田（交通局前）停留場」。

## 電車站構造
此電車站設有2面2線的相對式低地台月台。兩月台上設有電車接近顯示器和廣播系統。兩月台可讓輪椅人士上落（只限部分輪椅型號）。但是電動輪椅人士各由於月台寬度問題使不能使用此電車站。此站是無人車站，不可在電車站內購買車票。

### 運行系統
此電車站是谷山線電車站之一。■1系統會駛入此站。

## 使用狀況
| 1日上下車人次變化 | 1日上下車人次變化 |
| 年度              | 1日平均人次       |
| ----------------- | ----------------- |
| 2011年            | 1,354             |
| 2012年            | 1,379             |
| 2013年            | 1,372             |
| 2014年            | 1,343             |
| 2015年            | 1,224             |

## 電車站周邊
- 太陽（日语：タイヨー (鹿児島県)）
- 甲南商業專門學校
- 鹿兒島市立甲南中學（日语：鹿児島市立甲南中学校）
- 中央消防署（日语：中央消防署 (鹿児島市)）

## 巴士路線
有關路線詳細詳情，請參見路線的外部連結。
市營巴士「二中通」巴士站
- 13號線 天保山線  （页面存档备份，存于）
- 14號線 谷山線  （页面存档备份，存于）
- 15號線 東紫原線  （页面存档备份，存于）
- 15-3號線 東紫原線  （页面存档备份，存于）
- 16號線 鴨池港、文化會堂線  （页面存档备份，存于）
- 19號線 南紫原線  （页面存档备份，存于）
- 28號線 伊敷、鴨池港線  （页面存档备份，存于）
- 29號線 伊敷新城、鴨池港線  （页面存档备份，存于）
- 30號線 明和、鴨池港線  （页面存档备份，存于）

## 相鄰電車站
鹿兒島市交通局
鹿兒島市電■1系統
武之橋（I11）－二中通（I12）－荒田八幡（I13）

## 注腳
1. ↑  . 鹿児島市交通局.   [2015-05-11]. （原始内容存档于2015年4月3日） （日语）.
2. ↑  国土数値情報(駅別乗降客数データ)  （页面存档备份，存于）（日語） - 國土交通省，2018年12月10日參閲

## 外部連結
- 鹿兒島市交通局 （页面存档备份，存于）（日語）